# Pelidnota cyanipes
Pelidnota cyanipes är en skalbaggsart som beskrevs av Kirby 1818. Pelidnota cyanipes ingår i släktet Pelidnota och familjen Rutelidae. Inga underarter finns listade i Catalogue of Life.